# اوچانومیزو ۶۰۲۴
سیارک ۶۰۲۴ (به انگلیسی: 6024 Ochanomizu، نامگذاری:1992UT4) شش هزار و بیست و چهارمین سیارک کشف شده‌است که در ۲۷ اکتبر ۱۹۹۲ کشف شد.
قدر مطلق سیارک برابر ۱۲٫۴۰ است.